# Moneytalks
〈Moneytalks〉는 맬컴과 앵거스 영이 작사, 작곡하고 브루스 페어번이 호주의 하드 록 밴드 AC/DC를 위해 프로듀싱한 곡으로, 1990년 9월 21일 음반 《The Razors Edge》에서 발매된 곡으로, 이후 그해 12월 싱글로 발매되었다. 밴드의 1990년~1991년 Razors Edge World Tour에 녹음된 곡의 라이브 버전이 AC/DC의 1992년 라이브 음반 《AC/DC Live》에 등장했다.
이 곡은 빌보드 핫 100, 영국 싱글 차트, 호주 ARIA 싱글 차트 40위권을 돌파하며 AC/DC의 가장 큰 히트곡 중 하나이다. 이 밴드는 미국에서 현재까지 가장 높은 차트 1위를 차지하며 23위를 기록했다. 이후 월드 투어 동안, 수천 개의 "앵거스 벅스"가 노래 도중 관객들에게 떨어졌다. 데이비드 말렛이 연출한 이 곡의 뮤직비디오도 공개돼 투어 중 라이브 무대를 꾸몄다.

## 참여 인원
- 브라이언 존슨 – 리드 보컬
- 앵거스 영 – 리드 기타
- 맬컴 영 – 리듬 기타, 백 보컬
- 클리프 윌리엄스 – 베이스 기타, 백 보컬
- 크리스 슬레이드 – 드럼

## 차트
| 차트 (1990년~1991년)            | 순위 |
| ------------------------------- | ---- |
| 오스트레일리아 (ARIA)           | 21   |
| 벨기에 (울트라탑 50 플랑드르)   | 26   |
| 캐나다 (RPM)                    | 12   |
| 아일랜드 (IRMA)                 | 15   |
| 네덜란드 (네덜란드스 탑 40)     | 28   |
| 네덜란드 (싱글 톱 100)          | 24   |
| 뉴질랜드 (레코드 뮤직 NZ)       | 9    |
| 영국 싱글 (오피셜 차트 컴퍼니)  | 36   |
| 미국 빌보드 핫 100              | 23   |
| 미국 메인스트림 록 (《빌보드》) | 3    |

| 차트 (1991년) | 순위 |
| ------------- | ---- |
| 캐나다 (RPM)  | 100  |